# Clupeonella tscharchalensis
Clupeonella tscharchalensis är en fiskart som först beskrevs av Borodin, 1896.  Clupeonella tscharchalensis ingår i släktet Clupeonella och familjen sillfiskar. IUCN kategoriserar arten globalt som livskraftig. Inga underarter finns listade i Catalogue of Life.